# Guarantee Insurance and Investment Company
La Guarantee Insurance and Investment Company Limited fou una companyia constituïda a Londres el 9 de desembre de 1901 i dissolta el 19 de setembre de 2006. Era una societat instrumental de les promocions de l'enginyer nord-americà Frederick Stark Pearson, i disposava d'un capital per a finançar les despeses inicials immediates del projectes que impulsava, abans de crear les grans societats que requerien un cert temps en constituir-se.
Juntament amb la Spanish Securities Company Limited, la companyia va agrupar inicialment els interessos dels fundadors de la Barcelona Traction.
Un dels seus directius fou Henry M. Hubbard, el qual actuà per un temps com a secretari de Frederick Stark Pearson. Les dues empreses participaren en les transaccions d'accions i obligacions de la Barcelona Traction.
El president de la societat, H.T. McAuliffe, fou nomenat administrador concursal de la Barcelona Traction el 1915 quan no es pogueren pagar els interessos de les obligacions en el mes de desembre de 1914, facilitant la primera reestructuració del deute de la Barcelona Traction.

## Transaccions relacionades amb la Barcelona Traction
Guarantee Insurance and Investment participà en les següents transaccions:
- El mes de juny de 1911 comprà la major part de les accions de la companyia Ferrocarril de Sarrià a Barcelona[4] a la companyia belga Société Générale de tramways électriques en Espagne. Els actius de l'empresa adquirida s'integraren a Ferrocarrils de Catalunya poc després de la seva constitució.
- El febrer de 1923 la societat Spanish Securities Company Limited, titular d'un paquet important d'accions de la Barcelona Traction, es dissolgué, havent traspassat les accions a la Guarantee Insurance and Investment.
- El mateix any la Guarantee Insurance and Investment Company fou un dels socis fundadors del holding belga Sidro, aportant a l'actiu les accions privilegiades de la Barcelona Traction que tenia en el seu poder.[4]
- El 1926, durant el procés de venda de Ferrocarrils de Catalunya, la Barcelona Traction va remetre a la Guarantee Insurance Company 12.750 accions ordinàries de la pròpia Barcelona Traction, d'un valor unitari nominal 50 dòlars, totalment alliberades i valorades en 130.993 lliures,[3] per revendre-les a un grup financer articulat al voltant del Banco Central i el Banc de Santander.[5] Amb aquesta operació s'assegurava que les plusvàlues de la venda es quedaven pels accionistes de la Guarantee Insurance and Investment Company.